# オリンピック・ミュージアム

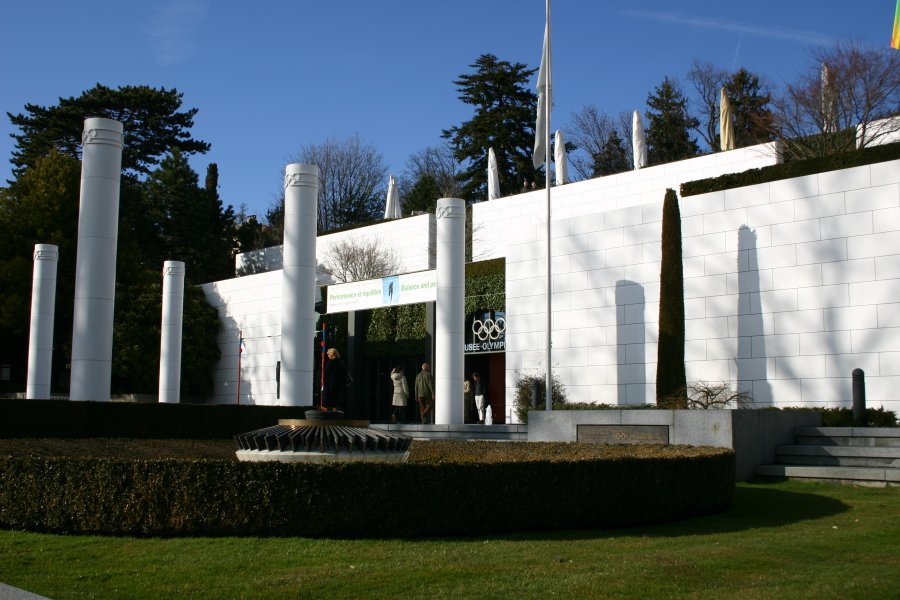
オリンピック ミュージアム

オリンピック・ミュージアム　(仏：Musée olympique  英：Olympic Museum) は、スイス、ヴォー州の州都、ローザンヌにあるオリンピックをテーマとする博物館である。

## 概要
オリンピック・ミュージアムの完成は1993年。オリンピックの理念を世界中の人々に伝えるという近代オリンピックの父、クーベルタン男爵の意志を受け継いで、スイス、ローザンヌにオープンした。ローザンヌには、国際オリンピック委員会(IOC) の本部がある。
約3000年前の古代オリンピックの様子を物語るギリシア時代の貴重な品々や、1896年のアテネ大会からはじまる夏・冬の近代オリンピックの歴史を網羅する膨大なコレクションが展示、保管されている。
1993年の開設以来、世界中から数多くの来訪者を受け入れてきたが、大会ごとに増大する貴重なコレクションをより多く、より魅力的に紹介するため、2012年1月末から大規模改修・拡張工事で休館に入り、2013年12月21日にリニューアルオープンした。
ミュージアムの展示スペースは、大規模改修前の約2倍となる3000平方メートルに拡張し、常設展も3フロアにわたる新しい展示となった。古代オリンピックの歴史、感動のオリンピックシーンの映像による再現など、有名チャンピオンとのバーチャル対面など、オリンピックの世界を体感できる仕掛けが随所に凝らされている他、期間限定で企画展も開催される。
ミュージアム内には展示スペースに加え、レマン湖を見下ろす最上階のカフェや、過去のオリンピック大会のヴィンテージ公式グッズなどを扱うショップもある。

## 行き方
ローザンヌ国鉄駅よりM2メトロ線にてウーシー Ouchy へ。ウーシーより徒歩約400ｍ。
またはローザンヌ国鉄駅より市バス（2番系統）でOuchy 下車。または市バス（8番／25番系統）で、Musée Olympique　下車。
夏期を中心に、モントルー、ヴヴェイ、エヴィアン（フランス）からウーシーまで湖船の定期便も発着している。

## 外部サイト
- オリンピック博物館（英語）
- スイス政府観光局：オリンピック・ミュージアム

座標: 北緯46度30分31秒 東経6度38分2秒 / 北緯46.50861度 東経6.63389度